# Rudolf III. Habsburský (1195–1249)
Rudolf III. Habsburský také Rudolf I. Habsbursko-Laufenberský, (1195 - 6. července 1249) byl habsburský a laufenburský hrabě, zakladatel Habsbursko-Laufenburské větve.

## Život
Narodil se jako syn Rudolfa II. Habsburského. Po otcově smrti si s bratrem Albrechtem IV. v roce 1232 rozdělil dědictví. Odtrhl si z něj hrabství v Zürichgau, fojtství nad klášterem Ottmarsheimem i městy Sempachem, Williasau a Laufenbergem, vše ostatní pak zdědil Albrecht. Rod se tím rozdělil na dvě linie – hlavní (Albrechtovu) a Laufenburskou (Rudolfovu). Mezi lety 1237 a 1238 i 1242 a 1245 se zúčastnil tažení Fridricha II. Štaufského do Itálie. Roku 1244 vystavěl hrad Neuhabsburg. O rok později se od císaře Fridricha odvrátil a přidal se do tábora jeho protivníka papeže Inocence IV. V roce 1249 zemřel.

## Potomci
1. manželství ∞ Gertruda, dcera Lütolda VI. z Regensbergu
- Werner († před 30. červencem 1253)
- Gottfried I. († 29. prosince 1271), habsburský a laufenburský hrabě ∞ Adelheid z Freiburgu ∞ Alžběta z Ochsensteinu
- Rudolf II. († 1293), kostnický biskup
- Ota († 1. srpna 1253), člen Řádu německých rytířů
- Eberhard I. († 1284), kyburský hrabě ∞ Anna z Kyburgu